# 牛女
牛女（うしおんな）は、フリーの日本の男性お笑いコンビである。

## メンバー
しらす（1992年（平成4年）2月21日（33歳） - ）
- 本名は白須 康平（しらす こうへい）。東京都板橋区出身。創価大学通信教育部中退。
- 血液型はO型。
- カシスというハンドルネームで小学生の頃から大喜利サイトお笑いの世界へに投稿しており、その当時は天才小学生が現れたと界隈がざわついた。ガクヅケの船引も同サイトの常連で、古くからの付き合いである[1]。
- 高校時代にファンクラブができる程の人気者だった[2]。
- 2012年にアマチュアでR-1ぐらんぷりに出場していた。
- 牛女結成以前に女子の私服名義でピンでお笑いライブに出たことがある[3]。
- 養成所には通っていない。2014年デビューとして芸歴をカウントしており、NSCに換算すると大阪36期、東京19期と同期。
- 歌が上手く、字が達筆で、大食い。
- 怠惰な面があり、大学に7年通って中退した。
- 人当たりが良くバイトの面接で落とされることがほぼない。一度さすがに無理だろうと思いつつコント道具の灯油缶を持ったまま面接に行き採用されたことがある。
- 太っているようにも鍛えているようにも見える複合的で特異な体形をしている。
- 2019年10月から2020年4月まで、サスペンダーズの依藤といとしらセブンというYouTubeチャンネルを開設してセブンイレブン商品のレビュー動画を投稿していた。
- 祖父の名前が変わっていて、｜と書いてたていちと読む。
- 「音響照明にきっかけ伝えないで音響照明が全部勘でやるネタライブ」「フリップ芸人達がネタやろうと思ったら全員のフリップがごちゃ混ぜになっちゃったけどそのままネタやるライブ」など独創的かつ挑戦的な企画ライブを主催し、好評を博している。
- 2021年3月より「ハッキリ言って相当面白いトークライブ（通称ハキ面）」というユニットライブのメンバーとして活動している。2024年はハキ面内ユニットとしてM-1グランプリに出場し、大久保八億とのコンビ「positive!」は1回戦敗退、ハキ面全員とのユニット「ハキ面」は2回戦進出した。2025年より、ハッキリ言って相当面白いYouTubeチャンネルにて精力的にショート動画をアップロードしている。
- 若手芸人としては珍しく創価学会員であることを公表しており、創価ネタで笑いを取る姿も見られる。信仰心は篤いが勧誘や投票依頼は行わない主義であることを自身のラジオで話している[4]。相方の佐野が左翼であることを表明しているため、公明党支持者のしらすとは政治思想で対立していることになる。
- 様々な大会での優勝経歴がある。幕の内カップ2011優勝、第5回大喜利アジア大会優勝、8月の暮れの大喜利大会優勝、誰も知らない人の似てないモノマネリーグ優勝、千景第4回大喜利3on3トーナメント優勝、ゴーリキーの匂いで1番キマれる芸人は誰だ選手権優勝、めろんぱん変顔クイズ優勝（第1回・第2回連覇）、お前ちょっとやべーぐれー根性あるモノマネGP優勝、ハッキリ言って相当面白い替え歌ライブ優勝、めろんぱん稲倉自撮りクイズ優勝、替え歌キングダムvol.4優勝、スクショのボクシング優勝。

佐野（さの、1984年（昭和59年）8月18日（40歳） - ）
- 本名は佐野 滝介（さの りゅうすけ）。北海道札幌市出身。北海道札幌手稲高等学校卒業。
- 身長183cm、血液型はO型。
- 高校卒業後、新潟で期間工として1年間働いた後に上京し、プロダクション人力舎の養成所であるスクールJCAに13期生として入学[5]。卒業後は、在学中に田中慎之介と結成したコンビ「演芸おんせん」でJCAプロモーション（当時の人力舎の若手部門）所属になる。尚、現在マセキ芸能社に所属して活動している演芸おんせんは、佐野の許可を受けて名前を継承した別のコンビである。
- 演芸おんせんが短期間で解散したため相方を探す目的で1期下の後輩に混じって再びJCAの授業に出ており、14期生ともある程度面識がある。
- 人力舎は3年程で辞め、その後5年程お笑い活動を一切せずに過ごしていた[5]。
- かなりの甘党でプリン作りが得意。
- 刺繡にはまっていた時期があり作品を販売したこともあるが、現在は制作意欲が無い。
- サンリオが好きでグッズを沢山持っている。特にお気に入りのキャラクターはKIRIMIちゃん.。
- 佐野、木田（ガクヅケ）、杉山（演芸おんせん）の3人でホットスマイルクラブというYouTubeチャンネルを開設し、トーク動画をアップしていた。この3人は過去に練馬のインターネットカフェでバイトをしていた仲間である。木田の強い要望により限定公開となっているため、視聴するには出演者のいずれかにDMを送りURLを教えてもらう必要がある。全12回で終了。
- コンビの目立っていない方、いじられにくい方の人物に注目してスポットライトを当てて新たな魅力を引き出すことに定評がある。依藤（サスペンダーズ）、田中（リョーターナー）、西野（シンクロニシティ）、阿部（じぐざぐ）、中島女の子（日本クレール）、鶴山（元忘れる。）など。
- 2025年5月より演芸おんせん杉山とともにstand.fmにてせせらぎラジオを開始。左翼の話に特化した内容となっている。

## 来歴
2014年、キングオブコントに出場するための相方を探していた佐野に、ガクヅケ木田がしらすを薦めたことがきっかけでコンビ結成に至る。その当時佐野は「湖」名義でピンで活動しており、しらすは大喜利が強い大学生だった。初舞台は同年8月8日のキングオブコント1回戦で、「ターザン」という仮のコンビ名で出場した。。以降、毎月の主催ライブ「本当に幸せライブ」と年に一度の単独ライブを軸に活動。
2016年12月、高円寺無力無善寺での本当に幸せライブが終了し、その後は様々な会場を転々とする。開催頻度も不定期になる。
2017年10月より、和室で朝9時から夜21時まで大量の企画をし続けるライブ「牛女のキャンプ」を開始。年に数回のペースで開催され、コロナ禍前まで続いた。
2019年、佐野がライブに出なくなり、活動休止状態が約1年間続く。その間しらすは、一度だけブティックあゆみ（現コンピューター宇宙）とNew Dayというコンビを組んで漫才をしたものの、基本的にはピンでライブに出演しピンネタを披露していた。
2021年、活動が精力的になる。3月に自主ラジオ牛女　会話を開始。5月に新ネタライブを開始。7月には初のテレビ出演を果たす。漫才にも取り組み始め、初めて出場したM-1グランプリでは1回戦を3位で通過した。
2022年、新ネタ10本ライブを毎月開催し、1年間でネタを123本発表した。7月にはコンビとして初めて大阪のライブに出演。キングオブコントでは初の準々決勝進出を果たした。
2023年、12月に「最後の牛女新作コント10本ライブ」を開催し、新ネタ10本ライブの幕を閉じた。
2024年、3月よりstand.fmにて自主ラジオ牛女駅伝を開始。

## 芸風
- ネタの設定や核となるボケの案出しは両者で行い、台本作成は佐野が担当している。
- 性行為をテーマにしたコントと芸能人をいじるネタが多い。火を使用したり液体を撒き散らすコントがいくつかある。
- 3人以上の人物が登場するコント台本が多数あり、その場合はライブ当日に共演者に3人目、4人目…としての出演を依頼する。

## エピソード
- 出囃子は西野カナのトリセツ。
- 二人のLINEグループの名称がジグザグジギーである。
- 二人ともネタ練習が嫌いで、ネタをきちんと覚えないままライブを迎えて出番直前に叩き込むことがよくある。自分達の主催ライブにおいては、牛女のネタ出番前に、牛女がネタを覚え直すのを待つ時間帯が設けられる。
- 佐野が主催ライブの告知をする際にオズワルドのことを「サスペンダーズじゃないのにサスペンダーの人たち」と書いたことがきっかけで、オズワルドが吉本以外のライブに出る際の偽名として「Wサスペンダーズ」を名乗るようになった。現在は衣装変更に伴い「ゼロサスペンダーズ」と名乗っている模様。
- 2018年1月にしらすが一時的に音信不通になり、不穏な空気が流れた[7]。後日、小さい脳梗塞で倒れて病院に運ばれ治療を受けていたことが判明。
- 過去にしらすがK-PRO代表の児島気奈ではない他のスタッフから「牛女さんは一生K-PROには出しません」と言われたが、2021年4月に開催された「ママタルトのこけら落とし」にてK-PROライブへの出演に成功した。

## 実績
メディア
- あのちゃんねる（テレビ朝日、2021年7月27日）
- 続・裏あのちゃんねる（CSテレ朝チャンネル1、2021年8月21日）
- 遊戯配信e-Strangers（TOKYO MX、2022年9月21日、しらすのみ）
- ネタポン2（CSテレ朝チャンネル1、2023年3月30日以降3年程度放送予定）
- ネタポン3（CSテレ朝チャンネル1、初回放送2025年3月27日）

書籍・雑誌
- OWARAI NYLON（カエルム、2023年9月4日）

MV
- OUR COMEDY feat. OSCA ,サイプレス上野／Dr.マキダシ - YouTube
- 鬼／破滅ロマンス - YouTube

単独ライブ
- 牛女　朝の健康コント公演「かずの子一本人殺し」（2015年3月21日、阿佐ヶ谷産業商工会館3F講堂）
- 年金で通うスポーツクラブ（2015年12月25日、野方区民ホール）
- USJ（2016年11月21日と12月28日、新宿バッシュ）
- 純也と真菜実（2017年12月22日、新宿バッシュ）
- 牛女単独ライブ（2018年10月19日、新宿バッシュ）
- そり（2020年9月26日、新宿ブリーカー）
- 牛女新作コント10本ライブ（2023年10月26日、本所地域プラザ多目的ホール）

インターネット番組
- 絶対乙女宣言♡トテチテタ第54回（YouTube、2017年11月18日、しらすのみ）
- キモシェアハウス新メンバーオーディション - ガクヅケのあつあつ初体験チャンネル（YouTube、2021年12月14日、佐野のみ）
- ザクセス栗原のデジタルな和室#2（GERA、2021年5月17日）
- NOガチ大喜利104 - 浜村凡平太チャンネル（YouTube、2022年5月3日、しらすのみ）
- 全知全能の老害 （YouTube、2022年7月、佐野のみ）
- イヌマニ（YouTube、2022年9月、佐野のみ）
- むかしテレビのいまラジオ(七十四回目)（YouTube、2022年11月4日）
- 日本クレールりごのまひゃの部屋72（Radiotalk、2022年12月9日、しらすのみ）
- ガクヅケのあつあつやりとりラジオ825（Radiotalk、2022年12月、しらすのみ）
- ガクヅケのベビーベビーストロングハグラジオ♯2（YouTube、2022年12月23日、しらすのみ）
- ガクヅケのベビーベビーストロングハグラジオ♯3（YouTube、2023年1月18日、佐野のみ）
- リップグリップの設問#64（YouTube、2023年2月23日）
- 第206回日本クレールのやぶJラジオ（YouTube、2023年2月24日）
- 第207回日本クレールのやぶJラジオ（YouTube、2023年3月3日）
- にゃんこスターのラジオ【42回目】（YouTube、2023年3月23日）
- CC.STATIONちゃんねる　ミニマムズ（YouTube、2023年8月30日～）
- 加藤ミリガンのラジオ・オポチュニティ　218（Radiotalk、2025年5月4日、佐野のみ）

| 年度 | R-1グランプリ                                   | キングオブコント | M-1グランプリ                                                |
| ---- | ----------------------------------------------- | ---------------- | ------------------------------------------------------------ |
| 2014 | 不出場                                          | 1回戦敗退        | 不出場                                                       |
| 2015 | 不出場                                          | 1回戦敗退        | 不出場                                                       |
| 2016 | 不出場                                          | 1回戦敗退        | 不出場                                                       |
| 2017 | 不出場                                          | 不出場           | 不出場                                                       |
| 2018 | 不出場                                          | 不出場           | 不出場                                                       |
| 2019 | 不出場                                          | 不出場           | 不出場                                                       |
| 2020 | 1回戦敗退（しらす）                             | 不出場           | 不出場                                                       |
| 2021 | 2回戦進出（しらす）                             | 1回戦敗退        | 2回戦進出                                                    |
| 2022 | 2回戦進出（しらす）                             | 準々決勝進出     | 2回戦進出                                                    |
| 2023 | 2回戦進出（しらす）                             | 準々決勝進出     | 1回戦敗退                                                    |
| 2024 | 2回戦進出（しらす）                             | 準々決勝進出     | 不出場（牛女）、2回戦進出（ハキ面）、1回戦敗退（positive！） |
| 2025 | 2回戦進出（しらす）、1回戦敗退（VWTTH（佐野）） | -                | -                                                            |

### しらす
- 牛女 しらす (@kasisukoon) - X（旧Twitter）
- しらす 牛女 (@shirasuko) - Instagram
- 牛女しらす (shirasuko) - note
- 牛女しらす - SUZURI
- 牛女しらす - LINEスタンプ
- 牛女しらす vol.2 - LINEスタンプ

### 佐野
- 牛女佐野 (@_s_an_o) - X（旧Twitter）
- 牛女さの (@san_no_o) - Instagram
- 牛女佐野 (s_ano) - note
- さの - SUZURI